# Basketbal op de Goodwill Games
Basketbal is een van de olympische sporten die in team verband worden beoefend.
Sinds 1986 staat basketbal voor mannen op het programma van de Goodwill Games als medaillesport, in 1986 viel het toernooi gelijk met het Wereldkampioenschap basketbal in Spanje. De uitslag van het wk was ook de eindstand van de Goodwill Games. Basketbal voor de vrouwen staat ook sinds 1986 op het programma van de Goodwill Games maar had in 1994 haar laatste editie.

## Onderdelen
| Onderdeel | 86 | 90 | 94 | 98 | 01 | 05 | Totaal |
| --------- | -- | -- | -- | -- | -- | -- | ------ |
| Mannen    | •  | •  | •  | •  | •  | ¹  | 5      |
| Vrouwen   | •  | •  | •  |    |    |    | 3      |
| Totaal    | 2  | 2  | 2  | 1  | 1  | ¹  | 8      |

¹ opmerking:  editie 2005 geannuleerd.

## Medailles

### Mannen
| 1986 | Verenigde Staten | Sovjet-Unie | Joegoslavië      |             |             |
| 1990 | Verenigde Staten | Joegoslavië | Sovjet-Unie      |             |             |
| 1994 | Puerto Rico      | Italië      | Verenigde Staten |             |             |
| 1998 | Verenigde Staten | Australië   | Litouwen         |             |             |
| 2001 | Verenigde Staten | Argentinië  | Brazilië         |             |             |
| 2005 | Geannuleerd      | Geannuleerd | Geannuleerd      | Geannuleerd | Geannuleerd |

### Vrouwen
|      | Goud             | Zilver      | Brons     |
| ---- | ---------------- | ----------- | --------- |
| 1986 | Verenigde Staten | Sovjet-Unie | Brazilië  |
| 1990 | Verenigde Staten | Sovjet-Unie | Bulgarije |
| 1994 | Verenigde Staten | Frankrijk   | China     |

Moskou 1986 · Seattle 1990 · Sint-Petersburg 1994 · New York 1998 · Brisbane 2001 · Phoenix 2005